# Рікардо Лавольпе
Рікардо Антоніо Лавольпе Гуарчоні (ісп. Ricardo Antonio La Volpe Guarchoni; нар. 6 лютого 1952, Буенос-Айрес) — аргентинський футболіст і футбольний тренер. Грав на позиції воротаря, чемпіон світу 1978 року. Виступав в 1970-ті роки за «Банфілд» і «Сан-Лоренсо», а завершував кар'єру в клубах Мексики.
Велика частина тренерської кар'єри пов'язана з мексиканськими командами, в тому числі він очолював мексиканську національну збірну на чемпіонаті світу 2006 року. Відомий своєю тактичною гнучкістю під час матчів і манерою поведінки на тренерській лавці.

## Біографія
У роки ігрової кар'єри Лавольпе не зміг добитися великих титулів у «Банфілді» і «Сан-Лоренсо». Завершував кар'єру гравця він в мексиканських клубах «Атланте», який тоді ще представляв місто Мехіко, і «Оастепек». Одним з найяскравіших моментів в ігровій кар'єрі стала участь у чемпіонаті світу 1978 року як запасного воротаря. Незважаючи на те, що він так і не зіграв на тому турнірі, він також отримав золоту медаль чемпіона світу.
Потім Лавольпе почав тренерську кар'єру. У чемпіонаті Мексики протягом 20 років він очолював такі команди, як «Пуебла», «Атланте», «Гвадалахара», «Керетаро», «Америка», «Атлас», «Толука» і «Монтеррей». Його команди виступали з перемінним успіхом. Як правило, вони грали в атакуючий футбол. Крім того, в Лавольпе був талант відкривати молодих гравців. У сезоні 1992/93 він привів «Атланте» до другого в їх історії чемпіонського титулу.
У 2002 році Лавольпе був призначений головним тренером збірної Мексики. Вже через рік він довів свій високий клас, обігравши у фіналі Золотого кубка збірну Бразилії. Потім його команда легко вийшла у фінальну частину чемпіонату світу 2006 року, а також добре виступила на Кубку Конфедерацій 2005 року, дійшовши до півфіналу турніру. На той момент мексиканська команда зуміла досягти 4-го місця в рейтингу збірних ФІФА.
Також під його керівництвом мексиканці зуміли обіграти збірну Аргентини на Кубку Америки 2004 року, що не вдавалося зробити північноамериканцям дуже довгий час. Але у чвертьфіналі Мексика програла Бразилії. Як і в 1/4 фіналу Золотого кубка КОНКАКАФ 2005 року — від Колумбії. На Олімпійських іграх 2004 року Мексика не змогла пройти далі групової стадії. Втім, результати Олімпійської збірної не враховуються в рейтингу ФІФА.
На чемпіонаті світу 2006 року мексиканці обіграли Іран, зіграли внічию з Анголою і програли Португалії. Таким чином, Мексика зуміла в четвертий раз поспіль вийти в 1/8 фіналу світової першості.
Під час першої гри Мексики у фінальній стадії проти Ірану Лавольпе безперервно курив у тренерській зоні, що призвело до попередження від ФІФА, яка не дозволяє курити під час матчу. Лавольпе відповів, що він «швидше кине футбол, ніж палити», хоча пізніше погодився, що вчинив неправильно.
Після поразки в додатковий час від Аргентини в 1/8 фіналу, Лавольпе подав у відставку з поста головного тренера збірної Мексики. Він не дав підсумковий звіт про виступ команди, за що був розкритикований мексиканської пресою.
24 липня 2006 року Рікардо зустрівся з керівниками «Боки Хуніорс». 22 серпня Лавольпе вступив на посаду головного тренера клубу, змінивши на цьому посту Альфіо Басіле, який пішов у аргентинську збірну.
Лавольпе почав з неприємної поразки 1:3 від найголовнішого ворога «Боки» — «Рівер Плейта» 8 жовтня. 12 жовтня «Бока» програла з тим же рахунком уругвайському гранду, «Насьйоналю», а потім і поступилася в серії пенальті і вилетіла з Південноамериканського кубка. «Бока» тричі програла в чемпіонаті Апертури, але все ж набрала однакову кількість очок з «Естудіантесом». В золотому матчі «синьо-золоті» поступилися команді Дієго Сімеоне і титул дістався клубу з Ла-Плати. Лавольпе дав слово, що покине клуб, якщо програє в золотому матчі, і стримав його. Наприкінці грудня він був призначений тренером «Велес Сарсфілда», але затримався там не довго. Після того, як Велес зайняв 10-е місце в Клаусурі, він пішов у відставку.
У 2008 році Рікардо Лавольпе повернувся в Мексику, очоливши «Монтеррей». Команда не могла виграти перші 4 матчі. У підсумку 8-е місце в лізі і титул найкращого бомбардира дістався нападнику клубу чилійцеві Умберто Суасо. У плей-оф «Монтеррей» дійшов до півфіналу, в якому вони програли «Сантос Лагуні». Вболівальники «Монтеррея» позитивно відгукувалися про роботу Лавольпе, оскільки в попередні два роки команда не могла дійти навіть до стадії плей-оф. Після Апертури 2008 в клубі перестали виплачувати зарплату, і Лавольпе вирішив залишити команду.
28 січня 2009 року Рікардо Лавольпе підписав контракт з «Атласом». Але він протримався там недовго і 18 листопада його змінив Карлос Іскія.
9 вересня 2010 року Лавольпе став новим головним тренером збірної Коста-Рики. Аргентинець підписав контракт до липня 2014 року. 12 серпня 2011 року залишив посаду головного тренера збірної Коста-Рики.
У 2011 році недовго попрацював на батьківщині з «Банфілдом», після чого знову відправився до Мексики, де тренував «Атланте», «Гвадалахару», «Чьяпас» та «Америку» (Мехіко)

## Тренерська манера
Тренерська манера гри і філософії футболу в Мексиці має своїх шанувальників, її прихильників навіть називають «Лавольпістас». Гравці, які раніше працювали з Рікардо, як правило, відгукуються про нього з теплотою і говорять про те, що він завжди цікавиться їхніми успіхами.

## Титули і досягнення
Гравець
- Чемпіон світу: 1978

Тренер
- Переможець Золотого кубка КОНКАКАФ: 2003